# میل به شگفتی: دانشمند می‌سازد
کتاب میل به شگفتی: دانشمند می‌سازد یا اشتیاقی برای شگفتی: سازندهٔ یک دانشمند (به انگلیسی: An Appetite for Wonder: The Making of a Scientist) اولین جلد از خاطرات خودزندگی‌نامهٔ زیست‌شناس فرگشتی مشهور، ریچارد داوکینز است. این کتاب در تاریخ ۲۴ سپتامبر ۲۰۱۳ در ایالات متحدهٔ آمریکا و بریتانیا منتشر خواهد شد. جلد اول کتاب دوران کودکی ریچارد داوکینز تا سنی که او کتاب ژن خودخواه را نوشته بود پوشش می‌دهد. جلد دوم که قرار است در سال ۲۰۱۵ میلادی منتشر شود باقی عمر او را پوشش خواهد داد.
این کتاب در 1398 توسط اعظم خرام ترجمه و از جانب بنگاه ترجمه و نشر کتاب پارسه منتشر شد.